# Goba
Goba este un oraș din Etiopia. În 2005 avea 32.025 de locuitori.